# Umberto Ricagno
Umberto Ricagno (Sezzadio, 14 marzo 1890 – Roma, 17 luglio 1964) è stato un generale italiano, veterano della guerra italo-turca e della prima guerra mondiale, decorato con due Medaglie di bronzo e una Croce di guerra al valor militare. Durante la seconda guerra mondiale fu comandante della 3ª Divisione alpina "Julia" nel corso della campagna di Russia. Caduto prigioniero nel gennaio 1943, rientrò in Patria solo il 16 maggio 1950. Insignito della Croce di Cavaliere dell'Ordine militare d'Italia e del titolo di Cavaliere di Gran Croce dell'Ordine al merito della Repubblica Italiana.

## Biografia
Nacque a Sezzadio, provincia di Alessandria, il 14 marzo 1890.
Arruolatosi nel Regio Esercito frequentò come Allievo ufficiale la Regia Accademia Militare di Fanteria e Cavalleria di Modena, da cui uscì con il grado di sottotenente dell'arma di fanteria, corpo degli alpini, nel 1910. Partecipò negli anni successivi alla guerra italo turca, combattendo nelle file del Battaglione alpini "Fenestrelle" del 3º Reggimento alpini, venendo decorato con una Medaglia di bronzo al valor militare e una Croce di guerra al valor militare. Prese parte poi alla prima guerra mondiale come capitano comandante della 27ª Compagnia, distinguendosi nel 1915 sul Monte Nero, tanto da venire decorato con una seconda Medaglie di bronzo al valor militare, e poi sul Vrsic e sul Monte Rosso. Nel 1917 venne promosso maggiore e assegnato al Corpo di Stato maggiore. 
Alternò servizi operativi ad altri presso lo Stato maggiore fino al 1920, e fu poi comandante del Battaglione alpini "Vestone" del 6º Reggimento alpini. Promosso tenente colonnello nel 1926, fece parte del Corpo di Stato Maggiore e insegnò presso la Scuola di guerra dell'esercito tra il 1928 e il 1931.
Tra il 1932 e il 1934 operò in Albania come Capo di stato maggiore della divisione albanese "Koova". Divenuto colonnello, fu comandante prima del 5º e poi del 1º Reggimento alpini.
Capo di stato maggiore della 7ª Divisione fanteria "Leonessa" e poi della 4ª Divisione alpina "Cuneense", nel 1940 divenne generale di brigata e Capo di stato maggiore del Comando Superiore Truppe d'Albania, comandando dalla base di Bari.
Dal marzo all'aprile 1941 partecipò alle operazioni sul fronte jugoslavo con il XIV Corpo d'Armata.
Il 19 agosto 1941 divenne comandante della 3ª Divisione alpina "Julia", alla testa della quale nel luglio 1942 partì per la campagna di Russia in forza all'ARMIR. Dopo l'esito negativo della seconda battaglia difensiva del Don cadde prigioniero dei sovietici a Valujki il 27 gennaio 1943, rientrando in Italia dopo una dura prigionia soltanto il 16 maggio 1950.
Rientrato in servizio nell'Esercito Italiano, essendo stato nominato generale di corpo d'armata il 1 gennaio 1947, decorato con la Croce di Cavaliere dell'Ordine militare d'Italia, e destinato al comando territoriale di Bari. Nel 1954 fu nominato Commissario Generale Onoranze Caduti in Guerra.
Fu per sei anni presidente della sezione dell'Associazione Nazionale Alpini di Roma.  Il 2 giugno 1963 fu insignito del titolo di Cavaliere di Gran Croce dell'Ordine al merito della Repubblica Italiana
È morto a Roma il 17 luglio 1964. I funerali avvennero a Sezzadio con gli onori militari, con la salma trasportata su di un affusto di cannone alla presenza del Ministro della Difesa Giulio Andreotti e della Bandiera di guerra dell'8º Reggimento alpini.

### Annotazioni
1. ↑  Era un incarico che gli stava molto a cuore, tanto che nonostante avesse diritto allo stipendio di Generale di corpo d’armata in servizio quale emolumento per il lavoro che gli era stato affidato, rinunciò al doppio stipendio, accontentandosi della pensione che gli spettava.

### Fonti
1. 1 2 3 4  Bianchi 2012, p. 218.
2. 1 2 3 4 5 6 7 8 9  Bianchi 2012, p. 219.
3. 1 2 3 4  Generals.
4. ↑  Bertoldi 2008, p. 4.
5. ↑  Sito web del Quirinale: dettaglio decorato.
6. ↑  Bollettino Ufficiale 1914, dispensa 26, pagina 690, registrato alla Corte dei conti il 1º luglio 1914, registro 49, foglio 154.
7. ↑  Supplemento Ordinario alla Gazzetta Ufficiale del Regno d'Italia n.28 del 4 febbraio 1943, pag.8.
8. ↑  Gazzetta Ufficiale del Regno d'Italia n.271 del 23 novembre 1936, pag.44.
9. ↑  Sito web del Quirinale: dettaglio decorato.